# 壬生忠見
壬生忠見（日语：／ Mibu no Tadami），是日本平安時代中期的歌人。壬生忠岑之子。初名多、後改忠实、最后改为忠見。与父同属三十六歌仙。官位为正六位上伊予掾。

## 生平
初居攝津，虽然生活貧苦，但他很早就以和歌著称。
954年（天历8年），就职于御厨子所定外膳部。958年（天德2年）升六位攝津大目，除此之外再没有对他官职的记载。
曾参加953年（天历7年）10月的内裏菊合、960年（天德4年）的内裏歌合等。活跃于村上朝的歌坛，有许多屏风画歌流传。
《後撰和歌集》收录其1首和歌，之后的勅撰和歌集收录36首。个人歌集为《忠見集》。

## 逸事

### 竹馬[1]
壬生忠见少年时家贫，但有和歌才能优异而为人所知，一次受召入宫，没有可以乘坐的车，天皇戏言道：“不如骑竹马来”，壬生忠见歌道：

### 竹馬

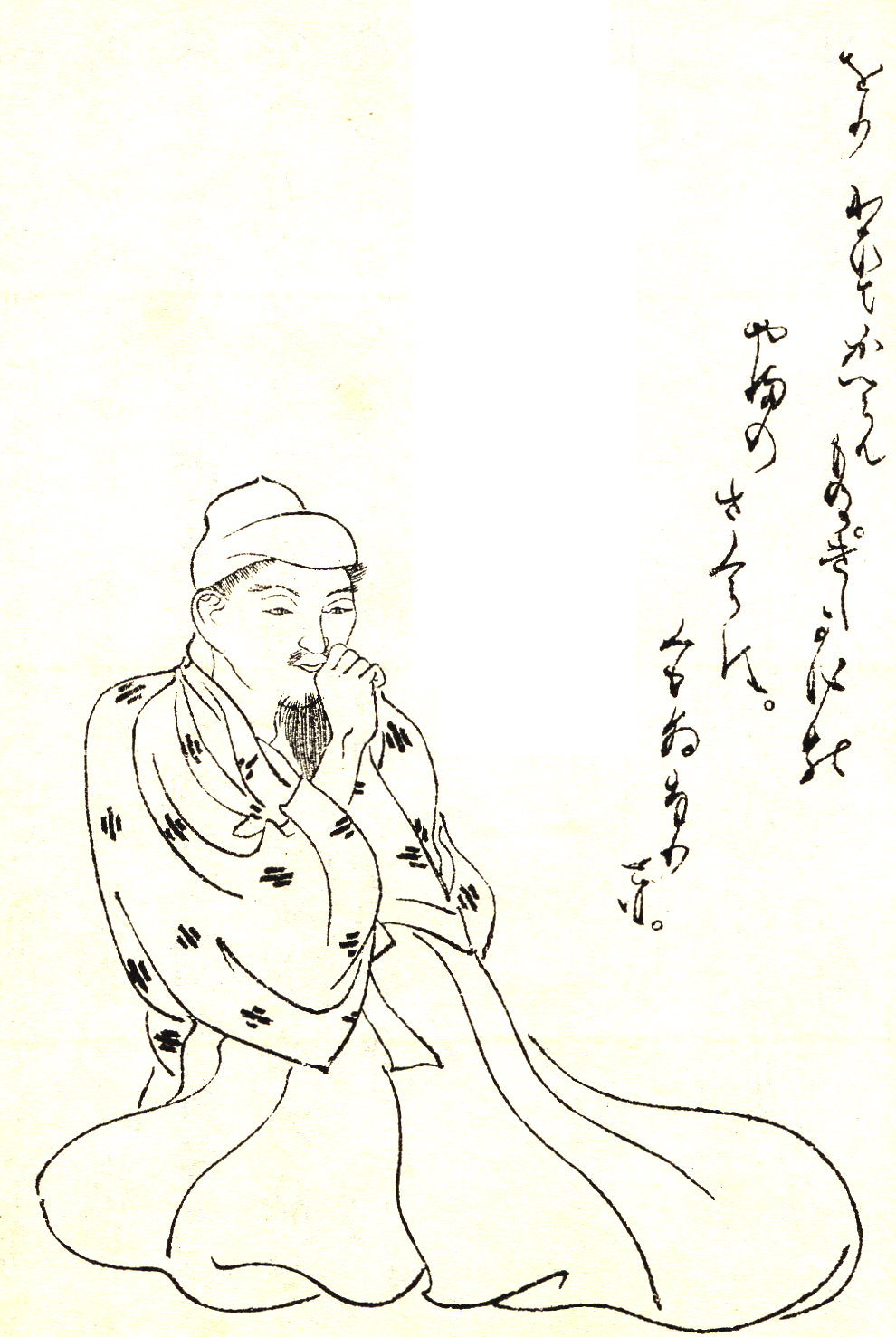
壬生忠見（菊池容齋《前賢故實》）

### 与平兼盛对决
在天德內裏歌合中，壬生忠見与平兼盛对决。壬生忠見吟咏道： 
可惜未能得到天皇赏识，败于平兼盛。《沙石集》记载其不久郁郁而终，但《袋草紙》中提到壬生忠见个人歌集中仍有不少老年时期的作品，故对《沙石集》的记载发出质疑。

## 系譜[2]
- 父：壬生忠岑
- 母：不詳
- 妻：不詳
  - 子：壬生忠弘
  - 子：壬生置实
  - 子：壬生公实

## 脚注、参考
1. ↑  《袋草子》
2. ↑  鈴木真年『百家系図』巻26,壬生直（宝賀寿男『古代氏族系譜集成』古代氏族研究会、1986年、550頁）